# Oracle WebLogic Server
Propriété de Oracle Corporation, Oracle WebLogic consiste en une famille de produits sur la plate-forme Java EE (auparavant J2EE) incluant :
- un serveur d'applications J2EE, WebLogic Application Server
- un portail, WebLogic Portal
- une plate-forme Enterprise Application integration
- un serveur transactionnel, WebLogic Tuxedo
- une plate-forme de télécommunications, WebLogic Communication Platform
- un serveur web HTTP

## Histoire
Paul Ambrose, Bob Pasker, Laurie Pitman et Carl Resnikoff fondèrent WebLogic, Inc. en septembre 1995. Jusque-là, Ambrose et Resnikoff avaient développé des drivers (pré-JDBC) Oracle, Sybase et Microsoft SQL Server pour Java sous le nom dbKona, ainsi qu'un serveur « 3-Tier » permettant aux applets de se connecter à ces BD.
Ce serveur WebLogic 1.48 était nommé T3Server, terme inspiré de « 3-Tier Server ».
Au même moment, Pitman et Pasker travaillaient à des outils de gestion de réseaux écrits en Java. Pasker avait écrit une « SNMP stack » en Java et une méthode native Windows 32 bits pour ICMP ping, tandis que Pitman travaillait à des applets pour afficher les données de management.
Le serveur développé par Ambrose et Resnikoff avait des caractéristiques cachées, comme la possibilité de l'étendre en modifiant un « dispatcher » et un « handler » pour différents types de messages. Pasker persuada Ambrose de lui envoyer le code source du serveur, et Pasker l'étendit pour que des applets puissent faire des requêtes SNMP et ping.
À partir de ce moment, les fondateurs travaillèrent ensemble à ce qui allait devenir le premier « serveur d'applications ».
En 1997, WebLogic nomma Ali Kutay comme président et « CEO ».
BEA Systems a acheté WebLogic, Inc. en 1998. Oracle Corporation a acheté BEA en 2008.

## Versions des serveurs d'application
- WebLogic Server 1.48 - sortie en septembre 1995 (par WebLogic, Inc.)
- WebLogic Server 3.1 - sortie en juin 1998
- WebLogic Server 4.0 - sortie après juin 1998 (par BEA Systems)
- WebLogic Server 6.0 - sortie en mars 2001; voir CD[3]
- WebLogic Server 6.1
- WebLogic Server 7.0 - sortie en 2002[4]
- WebLogic Server 8.1
- WebLogic Server 9.0 - sortie avant octobre 2007
- WebLogic Server 9.1
- WebLogic Server 9.2
- WebLogic Server 10.0
- WebLogic Server 10.3 - sortie en juillet 2008 (par Oracle Corporation)
- WebLogic Server 11g (10.3.1) - juillet 2009
- WebLogic Server 11gR1 PS1 (10.3.2) - novembre 2009
- WebLogic Server 11gR1 PS2 (10.3.3) - avril 2010 [5]
- WebLogic Server 11gR1 PS3 (10.3.4) - 15 janvier 2011
- WebLogic Server 11gR1 (10.3.5) - 16 mai 2011 [6]
- WebLogic Server 11gR1 (10.3.6)[6]
- WebLogic Server 12cR1 (12.1.1) - Dec 1, 2011[7]
- WebLogic Server 12cR1 (12.1.2) - July 11, 2013[8]
- WebLogic Server 12cR1 (12.1.3) - June 26, 2014[9]
- WebLogic Server 12cR2 (12.2.1.0) - October 23, 2015[10]
- WebLogic Server 12cR2 (12.2.1.1) - June 21, 2016 [11]
- WebLogic Server 12cR2 (12.2.1.2) - October 19, 2016 [12]
- WebLogic Server 12cR2 (12.2.1.3) - August 30, 2017 [13],[14]
- WebLogic Server 12cR2 (12.2.1.4) - September 27, 2019 [15],[16]
- WebLogic Server 14c (14.1.1) - March 30, 2020 [17]

## Capacités
Oracle Weblogic Server fait partie du portfolio Oracle Fusion Middleware et supporte Oracle, DB2, Microsoft SQL Server, MySQL Enterprise et autres BD de type JDBC. Oracle WebLogic Platform inclut aussi :
- Portal qui inclut le Commerce Server et le Personalization Server
- Weblogic Integration
- Weblogic Workshop, un EDI Eclipse pour Java, SOA et les applications Internet enrichies
- JRockit, une JVM pour CPU Intel.

Oracle Weblogic Server inclut  l'interopérabilité .NET et :
- La messagerie d'entreprise JMS
- La Java Connector Architecture
- Le connecteur WebLogic/Tuxedo
- La connectivité avec COM+
- La connectivité avec CORBA
- La connectivité avec WebSphere MQ d'IBM

Oracle Weblogic Server Process Edition inclut aussi des fonctionnalités de pilotage des processus métier (Business Process Management) et de mise en cohérence de données (Data Mapping).
Oracle WebLogic Server supporte les politiques de sécurité par administration. Le modèle de sécurité du Oracle WebLogic Server inclut :
- La logique d'applications séparée du code de sécurité
- Des aires restreintes de sécurité pour tous les composants J2EE et non-J2EE

## Support des standards «Open»
- Java EE 1.3 et 1.4 et 5
- JPA 1.0
- JAAS
- XSLT et XQuery
- ebXML
- BPEL et BPEL-J
- JMX et SNMP
- SOAP
- WSDL
- UDDI
- WS-Security
- WSRP